# World Fair Trade Organization
World Fair Trade Organization (WFTO) è un'associazione globale di 401 organizzazioni che si impegnano a migliorare le condizioni di vita dei produttori economicamente emarginati. La WFTO ha membri in 76 paesi. I membri sono principalmente imprese di commercio equo e solidale, il cui modello di business è verificato da audit e revisori paritari indipendenti. La verifica è a livello aziendale, che copre tutti gli aspetti del business e della catena di approvvigionamento. La verifica del WFTO non deve essere confusa con i sistemi di certificazione delle materie prime, come la fair trade certification, dove viene coperta solo una componente del prodotto. L'etichetta del prodotto WFTO può essere usata solo dalle imprese del commercio equo e solidale verificate, che consistono in cooperative e associazioni di produttori, società di marketing per l'esportazione, importatori, rivenditori, reti nazionali e regionali del commercio equo e solidale e organizzazioni di supporto al commercio equo e solidale. La WFTO è gestita democraticamente sulla base di un membro, un voto. La WFTO è stata creata nel 1989 ed era precedentemente International Federation of Alternative Traders (IFAT).
I membri della WFTO usano l'attività commerciale per raggiungere una missione sociale e sono stati definiti "imprese sociali del commercio equo e solidale".
La missione dichiarata di WFTO è "permettere ai produttori di migliorare i loro mezzi di sussistenza e le loro comunità attraverso il Commercio Equo". I loro cinque obiettivi sono:
1. Essere la rete leader del movimento del commercio equo e solidale
2. Fornire un ambiente per la condivisione e l'apprendimento
3. Far conoscere e promuovere il modello del Commercio Equo e Solidale, e sostenere il cambiamento del commercio convenzionale.
4. Creare opportunità di accesso al mercato per i membri
5. Migliorare la capacità del WFTO di fornire una più ampia gamma di servizi ai suoi membri[1]